# Suore della Visitazione del Giappone
Le suore della Visitazione del Giappone (in francese Sœurs de la Visitation du Japon, in giapponese Nippon Seibo Homonkai) sono un istituto religioso femminile di diritto pontificio: le suore di questa congregazione pospongono al loro nome la sigla S.V.

## Storia
La congregazione, la prima sorta in Giappone e formata esclusivamente da suore indigene, venne fondata nel 1925 dal sacerdote francese Albert Breton, delle missioni estere di Parigi, futuro vescovo di Fukuoka.
Le prime aspiranti si formarono presso le dame di Saint-Maur e nel 1929 venne aperto il loro primo noviziato. L'istituto ricevette il pontificio decreto di lode il 18 dicembre 1942 e le sue costituzioni vennero approvate definitivamente dalla Santa Sede il 18 dicembre 1950.

## Attività e diffusione
Le suore della Visitazione si dedicano all'istruzione e all'educazione cristiana dell'infanzia e della gioventù e all'assistenza a invalidi e anziani.
Oltre che in Giappone, sono presenti a Timor Est; la sede generalizia è a Kamakura.
Alla fine del 2008 la congregazione contava 122 religiose in 14 case.